# 石岡警察署
石岡警察署（いしおかけいさつしょ）は、茨城県警察の警察署の一つである。署長は警視。

## 所在地
- 茨城県石岡市東石岡1丁目7番2号

## 沿革
- 1875年（明治8年）10月 - 茨城県警察第七出張所第二屯所として開所[1]。
- 1877年（明治10年）10月 - 土浦警察署石岡分署に改称[2]。
- 1879年（明治12年） - 石岡警察署に昇格[3]。
- 1885年（明治18年） - 土浦警察署石岡分署に戻る[3]。
- 1893年（明治26年） - 石岡警察署に再昇格[3]。
- 1902年（明治35年） - 土浦警察署石岡分署に再降格[3]。
- 1921年（大正10年） - 石岡警察署に再々昇格[3]。
- 1948年（昭和23年）
  - 2月2日 - 茨城県国家地方警察石岡支所を設置[4]。
  - 3月7日 - 自治体警察である石岡町警察署を設置[4]。署員37名、1948年（昭和23年）度の警察費は石岡町の歳出の10.8%を占めた[4]。
- 1951年（昭和26年）
  - 8月25日 - 石岡町警察署の廃止を住民投票で決定する[4]。
  - 10月1日 - 石岡町警察署を国家地方警察茨城県石岡地区警察署に統合する[4]。

## 管轄
- 石岡市
- 小美玉市

## 組織
- 署長
- 副署長
- 警務課
  - 総合相談係
  - 被害者支援係
- 会計課
- 地域課
- 生活安全課
  - 銃刀係
- 刑事課
  - 鑑識係
- 交通課
  - 交通事故係
- 警備課

## 地区交番

### 石岡市
- 八郷地区交番 - 石岡市柿岡5690-2

### 小美玉市
- 美野里地区交番 - 小美玉市張星548-3
- 小川地区交番 - 小美玉市小川3-2

## 交番

### 石岡市
- 石岡駅前交番 - 石岡市国府1丁目1-18
- 東光台交番 - 石岡市東大橋2887-4

## 警備派出所

### 小美玉市
- 茨城空港警備派出所 - 小美玉市与沢1601-55

## 駐在所

### 石岡市
- 城南駐在所 - 石岡市大字三村3438-1
- 園部駐在所 - 石岡市山崎1694-1
- 恋瀬駐在所 - 石岡市小見1023-12

### 小美玉市
- 玉里駐在所 - 小美玉市上玉里1124-1